# Anna Cummins
Anna Mickelson-Cummins (Seattle 21 maart 1980) is een Amerikaans roeister.
Cummins won in 2002 de wereldtitel in de acht. Cummins moest tijdens de Olympische Zomerspelen 2004 genoegen nemen met de zilveren medaille in de acht achter Roemenië. Zowel in 2006 als in 2007 won Cummins de wereldtitel in de acht. Cummins sloot haar carrière af met olympisch goud in de acht tijdens de spelen van Peking.

## Resultaten

### Olympische Zomerspelen
| Jaar | Plaats | Resultaten                      |
| ---- | ------ | ------------------------------- |
| 2004 | Athene | in de acht                      |
| 2008 | Peking | 7e in de twee-zonder in de acht |

### Wereldkampioenschappen roeien
| Jaar | Plaats  | Resultaten                        |
| ---- | ------- | --------------------------------- |
| 2002 | Sevilla | in de acht                        |
| 2003 | Milaan  | 5e in de acht                     |
| 2005 | Kaizu   | 5e in de dubbel-vier              |
| 2006 | Eton    | 4e in de twee-zonder · in de acht |
| 2007 | München | 7e in de twee-zonder · in de acht |

1976: Goretzki & Knetsch & Richter & Ahrenholz & Kallies & Ebert & Lehmann & Müller & Wilke ·
1980: Boesler & Neisser & Köpke & Schütz & Kühn & Richter & Sandig & Metze & Wilke ·
1984: O'Steen & Metcalf & Bower & Graves & Flanagan & Norelius & Thorsness & Keeler & Beard ·
1988: Strauch & Zeidler & Haacker & Wild & Kluge & Schröer & Balthasar & Stange & Neunast ·
1992: Barnes & Taylor & Delehanty & Crawford & McBean & Worthington & Monroe & Heddle & Thompson ·
1996: Tănase & Cochelea & Gafencu & Spîrcu & Olteanu & Lipă & Popescu & Ignat & Georgescu ·
2000: Damian & Susanu & Olteanu & Cochelea & Dumitrache & Lipă & Gafencu & Ignat & Georgescu ·
2004: Florea & Susanu & Bărăscu & Papuc & Gafencu & Lipă & Damian & Ignat & Georgescu ·
2008: Cafaro & Cummins & Davies & Francia & Goodale & Lind & Logan & Shoop & Whipple ·
2012: Cafaro & Francia & Lofgren & Ritzel, Musnicki & Logan & Lind, Davies & Whipple ·
2016: Elmore & Gobbo & Logan & Musnicki, Polk & Regan & Schmetterling & Simmonds & Snyder ·
2020: Roman & Gruchalla-Wesierski & Roper & Proske & Grainger & Mailey & Payne & Wasteneys & Kit ·
2024: Rusu & Anghel & Bodnar & Lehaci & Adam & Bereș & Vrînceanu & Radiș & Petreanu